# Artemio Vanughi
Artemio Vanughi (Portogruaro, 16 aprile 1943) è un ex ciclista su strada italiano.

## Biografia
Nato nel 1943 a Portogruaro, in provincia di Venezia, nel 1964, da dilettante, ha vinto la Couthuin.
Passato professionista nel 1965 con i francesi della Pelforth-Sauvage, l'anno successivo ha corso prima da individuale e poi con i belgi della Wiel's-Groene Leeuw, partecipando alla Vuelta a España nel 1966, terminando 50º.
Dopo essere tornato per un anno in Italia, alla Molteni e aver corso un'altra annata in Belgio, con la Okay Whisky - Diamant - Simons, si è ritirato nel 1968, a 25 anni.

## Palmarès
- 1964 (Dilettanti, 1 vittoria)

Couthuin

## Piazzamenti

### Grandi Giri
- Vuelta a España

1966: 50º